# 黏菌

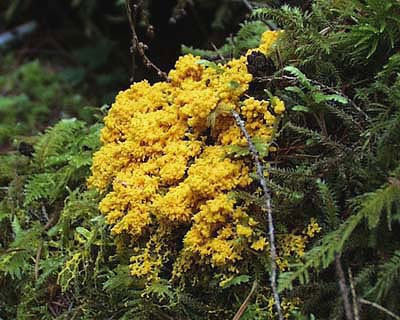
拍攝於美國奧林匹克國家公園的黏菌。

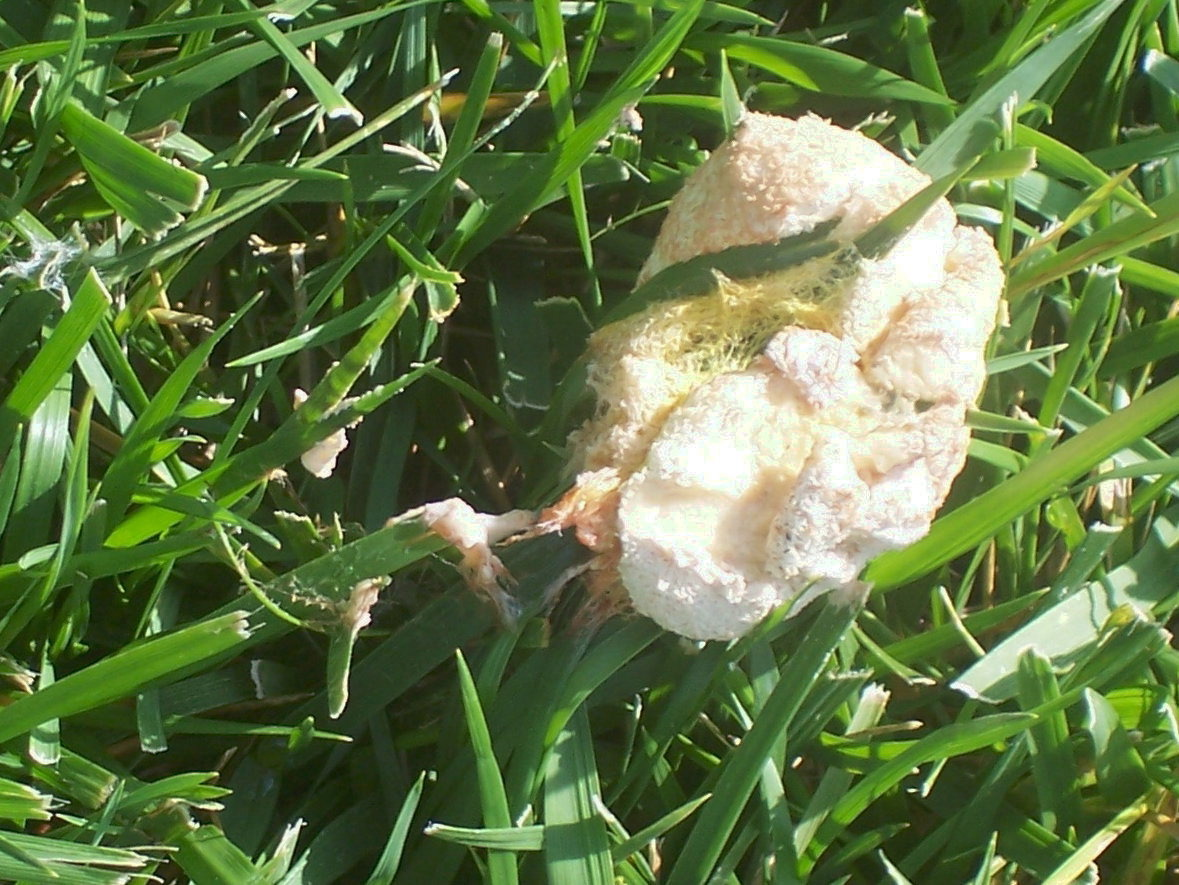
草坪上的黏菌與其移動軌跡。

黏菌（slime mold）是一非正式名称，指一群在陆地生态系统中不相关的真核生物，其生活史有不同阶段，它们可以单核单细胞自由生活与运动的营养体，或是多核的变形体呈现，却也可聚集而形成多细胞的繁殖体。以往被误认为霉菌，而得名“slime mold”“黏液霉菌”。
黏菌虫类（Mycetozoa）则是一種次門級分類單元的原生菌類，意思是「真菌動物」，這樣的名稱表現了其外觀與生活型態。它們保有變形蟲的身體構造，但是也與真菌類同樣擁有能夠釋放孢子的子實體，而這些特徵也使他們看起來和黴菌相似。現在的系統分類學將其歸位在植物與真菌之間，與其他原生生物在親源關係上有段距離，兩者之間由部分植物相隔。
黏菌分佈於世界各地，具有許多不同的分類群，是生态系统中的重要分解者之一。其中較為著名兩大類是原生質體黏菌與細胞性黏菌。其中原生質體黏菌在分類上稱為黏菌亞綱（Myxogastria），也稱為「真黏菌」或「非細胞黏菌」。而細胞性黏菌則屬於網柱黏菌亞綱（Dictyostelia）。兩者的主要差異在於生命週期與生理結構。

## 生活史
原生質體黏菌的生活史以絨泡黏菌屬（Physarum）為例（如：多头绒泡菌）；細胞性黏菌的生活史則以網柱細胞黏菌屬（Dictyostelium）為例。

### 原生質體黏菌
原生質體黏菌的特色是沒有單一細胞，而形成一整團的原生質。其生活史可分為二倍體時期與單倍體時期。
二倍體時期從兩個單倍體細胞經由配子生殖形成合子開始，之後合子進行有絲分裂之後，會形成擁有許多細胞核，但是只有一團原生質的原生質團（合胞體），稱為變形體（plasmodium）。變形體發展成熟之後，會形成網狀型態，且依照食物、水與氧氣等所需養分改變其表面積。此時也稱為營養時期（feeding stage），吞噬作用為其進食方式。接下來形成孢子囊（sporangium），孢子囊發展成熟後發展成為子實體。之後進行減數分裂，釋放出單倍體孢子。
接下來進入單倍體時期，釋放出來的孢子會經由空氣傳播，而且這些孢子會產生兩種配子，其中一種為變形蟲細胞（amoeboid cell）；另一種則是鞭毛細胞（flagellated cell）。這兩種細胞可以互相變換，但是最後都只會與同類細胞結合進行配子生殖（syngamy），產生二倍體的合子。

### 細胞性黏菌
細胞性黏菌的生活史可分為無性生殖與有性生殖兩種週期，兩者之間可以互換。其中二倍體時期出現在有性生殖週期中。
剛離開孢子的黏菌細胞稱為單一細胞（solitary cell），在單一細胞的階段為營養時期，此時細胞以吞噬細菌的方式生存。當食物耗盡時，許多原本分開生活的單一細胞會聚集在一起，形成一個變形蟲，長相類似蛞蝓，而且可以爬行移動。之後有些細胞進行配子生殖，形成二倍體配子。再經過減數分裂形成新的單倍體變形蟲，重回無性生殖週期。有些細胞則會組成子實體，生產並釋放單倍體孢子。孢子外殼破裂放出單一細胞，完成一次生命週期。

## 黏菌的性別決定
黏菌的配子也叫做性細胞，其性別決定於3個基因座（locus）上的基因，分別是matA、matB與matC。因此每一株黏菌皆可形成8種性別的性細胞。
此外這3個基因座上的基因皆有多種變化，目前已知matA與matB各有13種變型，而matC則擁有3種變型。由這些已知的變化，可以排列組合出500種以上的性別。

## 分類
全世界的黏菌大約有100個屬與500個種。可分為3個或4個亞綱。
- Mycetozoa（黏菌下门） 
  - Protostelia（原柱黏菌綱）
    - Protostelida（目）

  - Myxogastria（黏菌綱）
    - Liceida（目）
    - Echinosteliida（目）
    - Trichiida（目）
    - Stemonitida（目）
    - Physarida（目）

  - Dictyostelia（網柱黏菌綱）
    - Dictyosteliida（目）